# Axiagasta rhodabaphes
Axiagasta rhodabaphes är en fjärilsart som beskrevs av Turner 1930. Axiagasta rhodabaphes ingår i släktet Axiagasta och familjen mätare. Inga underarter finns listade i Catalogue of Life.